# ヒゲガラ
ヒゲガラ（髭雀、学名Panurus biarmicus）は、スズメ目ヒゲガラ科ヒゲガラ属に分類される鳥類。本種のみでヒゲガラ属を形成する。

## 分布
イギリス、南ヨーロッパおよび東ヨーロッパからウスリー川上流に至るユーラシア大陸中緯度地域に局地的に分布する。生息地では基本的には留鳥性が強く、渡りはほとんど行わない。
日本では迷鳥として、山形県、新潟県、東京都、千葉県で記録がある。本種は飼い鳥としても輸入されているため、かご抜けした個体である可能性もある。

## 形態
全長15cm。尾羽は長い。胴体は赤褐色の羽毛で覆われる。
嘴は短く、やや下方へ湾曲する。
オスは頭部の羽毛が灰色で、嘴と眼の間から下方へ向かう黒い斑紋が入り髭のように見えることが和名や英名（Bearded=髭のある）の由来になっている。体の上面は茶褐色で、下面は淡褐色。メスの頭部の羽毛は淡褐色で顔の黒い斑紋はない。

## 生態
河川や湖、池沼、湿地等に生息する。
食性は雑食で、昆虫類や種子等を食べる。
繁殖形態は卵生。湿地のアシ原などに、アシの枯葉などを使って深い椀状の巣を作る。巣の内部にはアシの穂や綿毛、鳥類の羽毛などを敷く。1腹5-7個の卵を産み、抱卵期間は12-13日である。雌雄ともに抱卵する。

## 画像

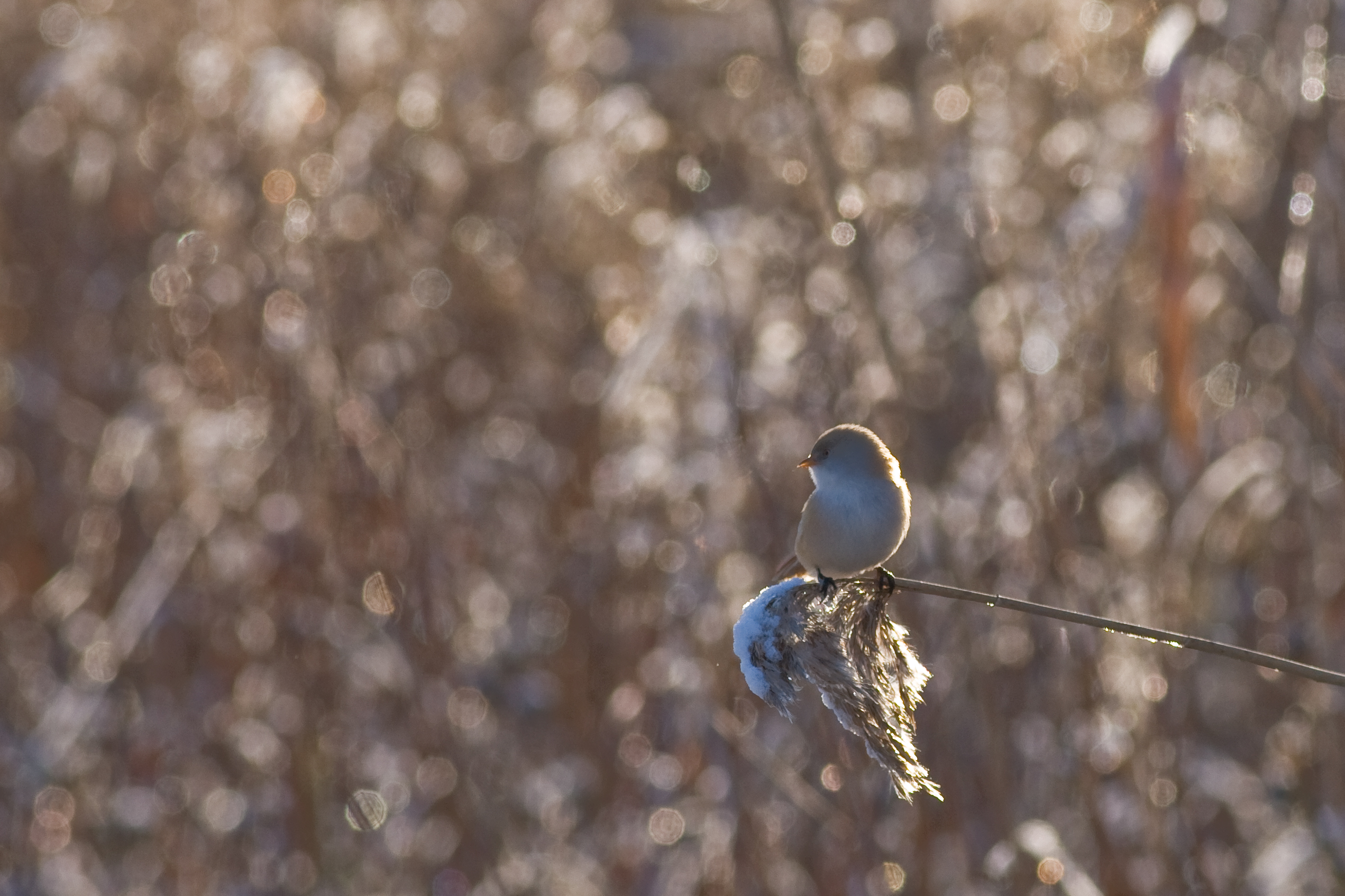
メス
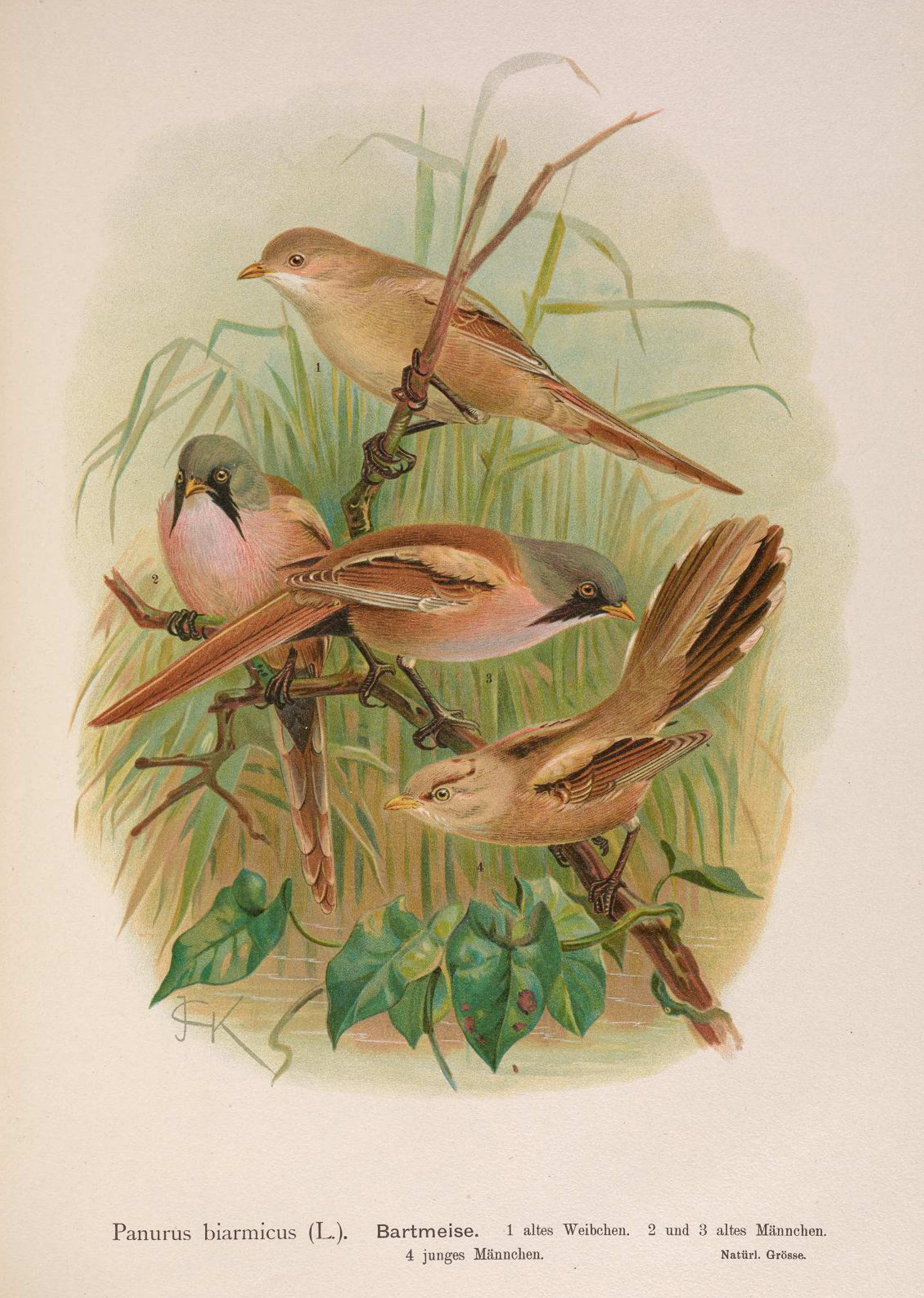
イラスト
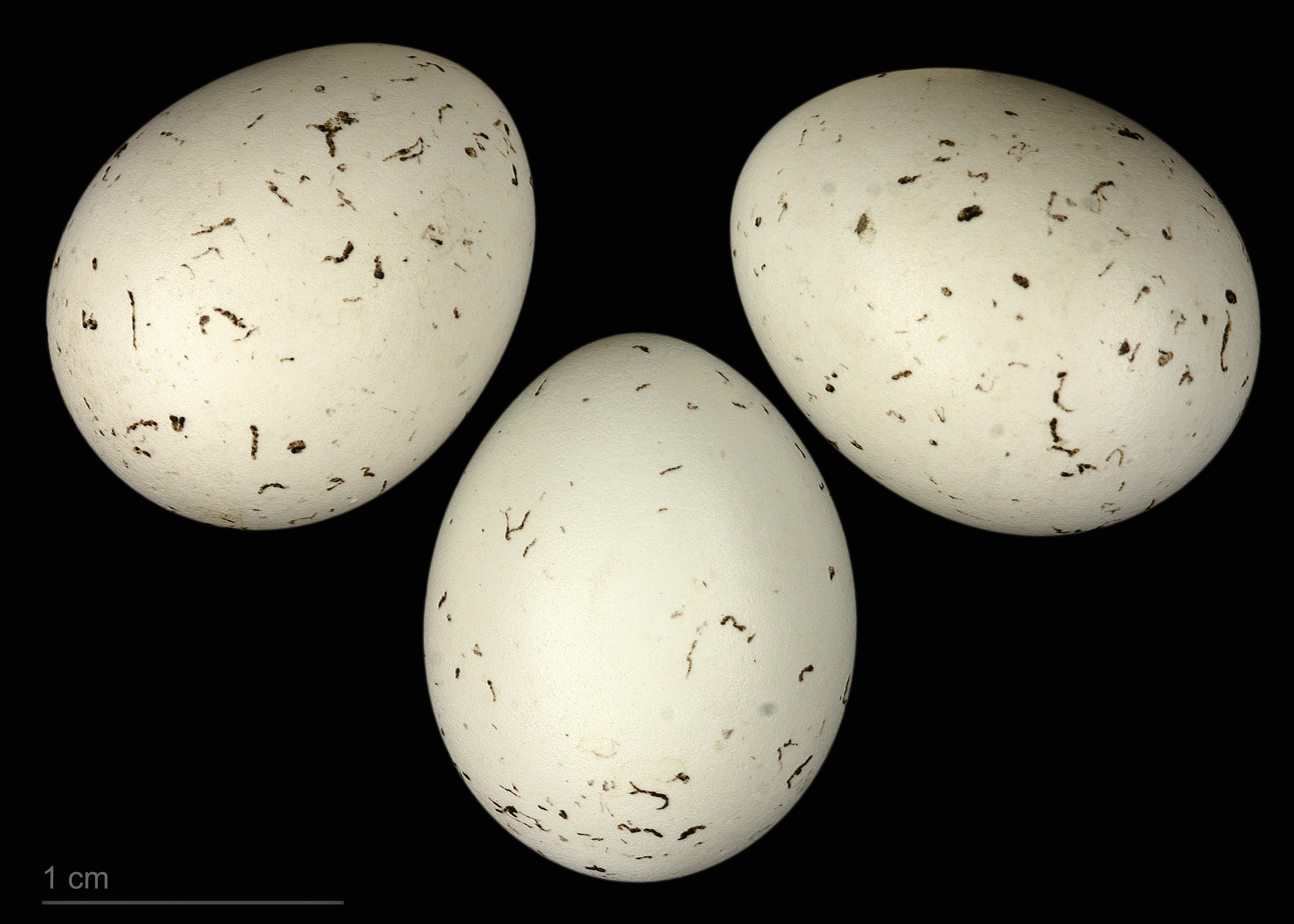
Panurus biarmicus biarmicus